# Friedrich Horner

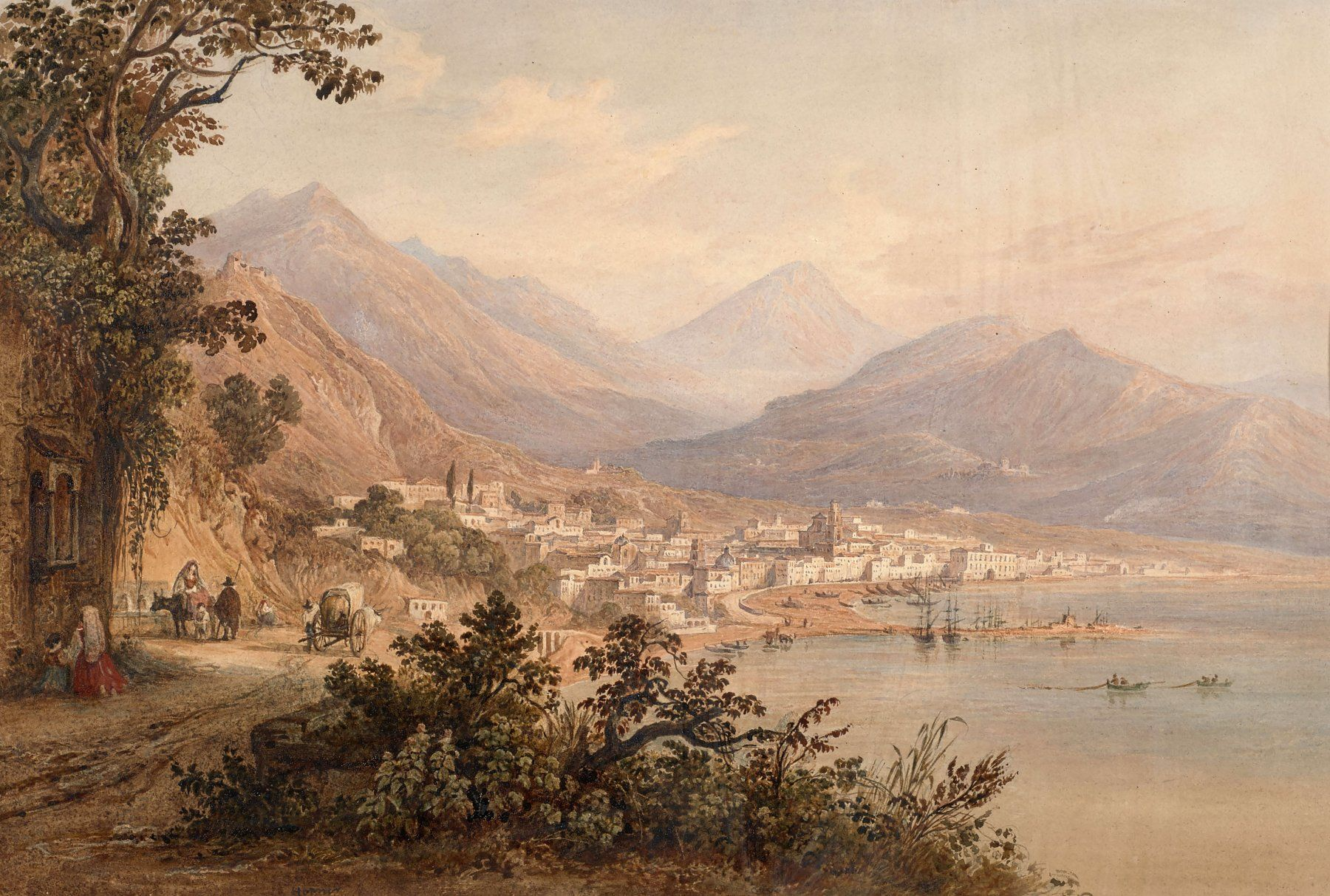
Ansicht von Salerno in Italien

Friedrich Horner (* 8. Oktober 1800 in Basel; † 25. Januar 1864 ebenda) war ein Schweizer Landschafts- und Genremaler.
Horner begann seine Malerlehre 1815 in Basel bei Peter Birmann und Rudolf Huber (1770–1844). Danach studierte er in Paris und ab dem 5. September 1823 an der Königlichen Akademie der Künste in München in der Landschaftsmalerei-Klasse.
Nach dem Studium war er bis 1830 in Neapel, wo er den Titel des  Ehrenbürgers erhielt, und von 1830 bis 1848 in Rom tätig. 1848 musste er aus politischen Gründen Italien verlassen und kehrte nach Basel zurück. Er heiratete 1851.
Seine Werke – meist Aquarelle – stellte er ab 1825 auf den Turnus-Ausstellungen des Schweizerischen Kunstvereins in Zürich aus. Seit seinen Studienjahren war er mit dem Landschaftsmaler Rudolf Müller befreundet.